# Schischkowo (Kaliningrad)
Schischkowo (russisch Шишково, deutsch Schillehlen, 1938–1945 Sillenfelde) ist ein Ort in der russischen Oblast Kaliningrad. Er gehört zur kommunalen Selbstverwaltungseinheit Munizipalkreis Osjorsk im Rajon Osjorsk.
Zu Schischkowo gehört auch das ehemalige Gut Karklienen.

## Geographische Lage
Schiskowo liegt 14 Kilometer nordwestlich der Rajonstadt Osjorsk. Zum Ort führt die Kommunalstraße 27K-308, die zwei Kilometer südöstlich von der Kommunalstraße 27K-160 von Krasnojarskoje (Sodehnen) nach Sadowoje (Szallgirren/Kreuzhausen) abzweigt. Bis 1945 war Sodehnen die nächste Bahnstation an der Bahnstrecke Insterburg–Lyck, die im sowjetischen Teil nicht wieder in Betrieb genommen worden ist.

## Geschichte
Im Jahre 1818 zählte das frühere Schillehlen 207 Einwohner, deren Zahl sich bis 1863 auf 321 steigerte. Am 6. Mai 1874 wurde Schillehlen Amtsdorf des nach ihm benannten Amtsbezirks im Landkreis Darkehmen (1939–1945 Landkreis Angerapp) in der preußischen Provinz Ostpreußen.
Im Jahre 1910 lebten 279 Menschen in dem Ort, in den per 1. Januar 1911 ein Teil der Landgemeinde Tarputschen (Kirchspiel Ballethen (Sadowoje), russisch: Nowoselje) eingegliedert. Am 1. Oktober 1928 wurden dann Teile der Landgemeinde Schillehlen in die Nachbargemeinde Groß Albrechtshof (russisch: Timirjasewo) ausgegliedert. Schillehlen gehörte vor 1945 zum Standesamt Ballethen und wurde am 3. Juni 1938 mit amtlicher Bestätigung vom 16. Juli 1938 in „Sillenfelde“ umbenannt. 1939 betrug die Einwohnerzahl 234.
Infolge des Zweiten Weltkrieges kam der Ort mit der gesamten nordostpreußischen Region zur Sowjetunion. 1947 erhielt er den russischen Namen „Schischkowo“ und wurde gleichzeitig dem Dorfsowjet Sadowski selski Sowet im Rajon Osjorsk zugeordnet. Von 2008 bis 2014 gehörte Schischkowo zur Landgemeinde Krasnojarskoje selskoje posselenije, von 2015 bis 2020 zum Stadtkreis Osjorsk und seither zum Munizipalkreis Osjorsk.

## Amtsbezirk Schillehlen/Sillenfelde
Zwischen 1874 und 1945 war Schillehlen/Sillenfelde namensgebender Ort und Sitz eines Amtsbezirks im Landkreis Darkehmen, zu dem anfänglich zehn Ortschaften (neun Landgemeinden und ein Gutsbezirk) gehörten:
| Name (bis 1938)    | Name (1938–1945)   | russischer Name nach 1945 | Bemerkungen                                                   |
| ------------------ | ------------------ | ------------------------- | ------------------------------------------------------------- |
| Landgemeinden:     |                    |                           |                                                               |
| Dumbeln            | Kranichfelde       | Kusmino                   |                                                               |
| Groß Albrechtshof  | Albrechtshof       | Timirjasewo               |                                                               |
| Grünblum           | Grünblum           |                           |                                                               |
| Karklienen         | Wiesenhausen       | Kasimowo                  |                                                               |
| Klein Albrechtshof | Klein Albrechtshof |                           | 1928 in die Landgemeinde Groß Albrechtshof eingegliedert      |
| Kruschinnen        | Altlinde           | Kruschinino               |                                                               |
| Kurschen           | Kurschen           | Kusmino                   |                                                               |
| Schillehlen        | Sillenfelde        | Schischkowo               | 1928 teilw. i.d. Landgemeinde Groß Albrechtshof eingegliedert |
| Szallutschen       | Krebswinkel        | Russkaja Poljana          | 1928 teilw. i.d. Landgemeinde Karklienen eingegliedert        |
| Gutsbezirk:        |                    |                           |                                                               |
| Junkhof, Forst     |                    |                           | 1928 in die Landgemeinde Groß Albrechtshof eingegliedert      |

Am 1. Januar 1945 gehörten noch sieben Gemeinden zum Amtsbezirk Sillenfelde: Albrechtshof, Altlinde, Grünblum, Kranichfelde, Kurschen, Sillenfelde und Wiesenhausen.

## Kirche
Die meist evangelischen Einwohner von Schillehlen/Sillenfelde waren vor 1945 in das Kirchspiel Ballethen (heute russisch: Sadowoje) eingepfarrt. Es gehörte zum Kirchenkreis Darkehmen (1938–1946 Angerapp, seit 1946: Osjorsk) in der Kirchenprovinz Ostpreußen der Kirche der Altpreußischen Union. Letzter deutscher Geistlicher war Pfarrer Joachim Großkreutz.
In der Zeit der Sowjetunion waren kirchliche Aktivitäten untersagt. So entstanden erst in den 1990er Jahren in der Oblast Kaliningrad wieder neue evangelische Gemeinden. Die nächstgelegene ist die in der 25 Kilometer entfernten Stadt Tschernjachowsk (Insterburg) innerhalb der Propstei Kaliningrad der Evangelisch-Lutherischen Kirche Europäisches Russland.